# Peach County
Das Peach County ist ein County im Bundesstaat Georgia der Vereinigten Staaten. Der Verwaltungssitz (County Seat) ist Fort Valley.

## Geographie
Das County liegt wenige Kilometer nordwestlich des geographischen Zentrums von Georgia und hat eine Fläche von 392 Quadratkilometer, wovon ein Quadratkilometer Wasseroberfläche ist, und grenzt im Uhrzeigersinn an folgende Countys: Houston County, Macon County, Taylor County und Crawford County.
Das County ist Teil der Metropolregion Warner Robins.

## Geschichte
Peach County wurde am 8. Juli 1924 als letztes County in Georgia aus Teilen des Houston County und des Macon County gebildet. Benannt wurde es nach der hier am meisten angebauten Frucht, dem Pfirsich.

## Demografische Daten
Laut der Volkszählung von 2010 verteilten sich die damaligen 27.695 Einwohner auf 9.958 bewohnte Haushalte, was einen Schnitt von 2,58 Personen pro Haushalt ergibt. Insgesamt bestehen 11.050 Haushalte.
69,6 % der Haushalte waren Familienhaushalte (bestehend aus verheirateten Paaren mit oder ohne Nachkommen bzw. einem Elternteil mit Nachkomme) mit einer durchschnittlichen Größe von 3,07 Personen. In 34,6 % aller Haushalte lebten Kinder unter 18 Jahren sowie in 24,2 % aller Haushalte Personen mit mindestens 65 Jahren.
29,9 % der Bevölkerung waren jünger als 20 Jahre, 27,2 % waren 20 bis 39 Jahre alt, 26,0 % waren 40 bis 59 Jahre alt und 16,8 % waren mindestens 60 Jahre alt. Das mittlere Alter betrug 33 Jahre. 48,4 % der Bevölkerung waren männlich und 51,6 % weiblich.
48,3 % der Bevölkerung bezeichneten sich als Weiße, 45,9 % als Afroamerikaner, 0,2 % als Indianer und 0,8 % als Asian Americans. 3,2 % gaben die Angehörigkeit zu einer anderen Ethnie und 1,5 % zu mehreren Ethnien an. 6,8 % der Bevölkerung bestand aus Hispanics oder Latinos.
Das durchschnittliche Jahreseinkommen pro Haushalt lag bei 41.128 USD, dabei lebten 21,0 % der Bevölkerung unter der Armutsgrenze.

## Orte im Peach County
Orte im Peach County mit Einwohnerzahlen der Volkszählung von 2010:
Cities:
- Byron – 4.512 Einwohner
- Fort Valley (County Seat) – 9.815 Einwohner
- Perry – 13.839 Einwohner
- Warner Robins – 66.588 Einwohner